# Gatinelle (coiffe)
Pour les articles homonymes, voir Gatinelle.
 (décembre 2020).
La gatinelle est une coiffe des Deux-Sèvres.
Portée en gâtine[pas clair], d'où son nom, elle avait des « cornes » plus ou moins saillantes selon le village.
Montée sur un moule de carton arrière, renforcée d'une toile épaisse à l'avant, on y ajoutait une passe de satin et divers morceaux (guignolets, toquet et colinettes). Un ruban entourait le fond, d'où partait un nœud de rubans en moire.
On porta la « belle fille de Parthenay », au fond distendu par un arceau de fer, les cornes de Secondigny aux pointes saillantes et la « Cassée de Moncoutant », aux cornes à peine visibles[pas clair].